# Diospyros ehretioides
Diospyros ehretioides är en tvåhjärtbladig växtart som beskrevs av Nathaniel Wallich och George Don jr. Diospyros ehretioides ingår i släktet Diospyros och familjen Ebenaceae.

## Underarter
Arten delas in i följande underarter:
- D. e. ehretioides
- D. e. harmandii
- D. e. mollis